# Domingo Martínez (religioso castellano)
Domingo Martínez o Martín (m. 1273) fue un religioso castellano, electo obispo de Ávila el mismo año de su fallecimiento, del que no tomó posesión ni pudo ocupar la sede episcopal a la muerte de Domingo Suárez.

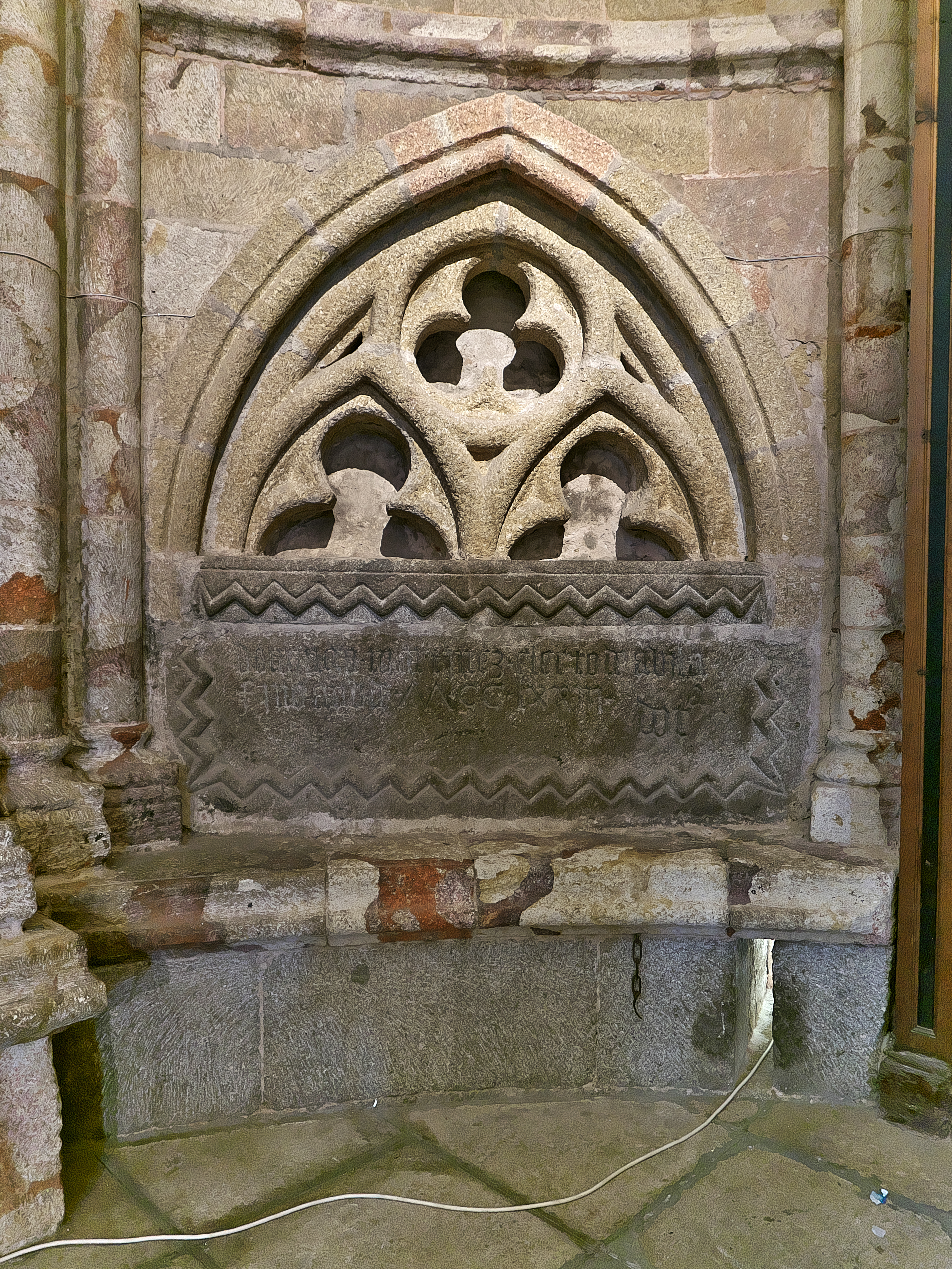
Sepulcro, Catedral de Ávila

No se tienen muchos datos de este prelado. Antes de ser elegido obispo había sido arcediano de Olmedo (Valladolid). En la capilla de los Velada de la Catedral de Ávila hay una tumba que hace referencia a este obispo y menciona la fecha de su muerte, pero es muy posible que esta no fuera su tumba verdadera, pues las letras góticas de los sepulcros de la catedral referentes a obispos fueron realizadas en el siglo XVI, hacia 1550, a partir de noticias que se tenían en la época sobre obispos anteriores. Por lo tanto, hay muchas dudas de que las tumbas episcopales de Ávila correspondan a los obispos que se mencionan en los sepulcros.